# Thomas Bieber (Unihockeyspieler)
Thomas Bieber (* 30. Juli 1985 in Solothurn) ist ein Schweizer Unihockeyspieler, der aktuell beim Rekordmeister SV Wiler-Ersigen spielt.

## Karriere
Thomas Bieber begann seine Karriere im Jahr 2000 als Unihockeyspieler in der Jugend des TSV Unihockey Deitingen. Er wechselte ein Jahr später in die Juniorenabteilung des SV Wiler-Ersigen.
2003 gehörte er der Junioren U19-Nationalmannschaft an und nahm im selben Jahr an der U-19-Unihockey-Weltmeisterschaft in Prag teil.
In der Saison 2004/05 spielte er für zwei Klubs: Die Vorrunde bestritt er mit dem TSV Unihockey Deitingen. Auf die Rückrunde hin wechselte er erneut zum SV Wiler-Ersigen.
Von der Saison 2005/06 bis 2013/14 spielt Bieber als Verteidiger in der 1. Mannschaft des SV Wiler-Ersigen und wurde mit dem Klub zwischen 2007 und 2012 insgesamt sechsmal Schweizer Meister sowie 2013 Cupsieger.
Am 2. Februar 2013 bestritt er sein bisher einziges Spiel für die Schweizer Nationalmannschaft. Auf Ende der Saison 2013/14 ist Bieber zurückgetreten.

## Karrierestatistik

### International
Vertrat Schweiz bei:
| - U-19-Unihockey-Weltmeisterschaft |

Mit dem SV Wiler-Ersigen am:
| - Europacup/EuroFloorball Cup/Championscup |

(Legende zur Spielerstatistik: Sp oder GP = absolvierte Spiele; T oder G = erzielte Tore; V oder A = erzielte Assists; Pkt oder Pts = erzielte Scorerpunkte; SM oder PIM = erhaltene Strafminuten; +/− = Plus/Minus-Bilanz; PP = erzielte Überzahltore; SH = erzielte Unterzahltore; GW = erzielte Siegtore; 1 Play-downs/Relegation; Kursiv: Statistik nicht vollständig)

## Erfolge
- 1× Europacup Bronze mit Wiler-Ersigen (2006)
- 1× EuroFloorball Cup Silber mit Wiler-Ersigen (2008)
- 1× EuroFloorball Cup Bronze mit Wiler-Ersigen (2009)
- 6× Schweizer Meister mit Wiler-Ersigen (2007–2012)